# Озалп
Озалп (тур. Özalp) — город и район в провинции Ван (Турция).

## История
Район был образован в 1869 году под названием «Махмудие». На своё нынешнее месторасположение районный центр был перенесён в 1948 году.

## Население
Согласно переписи 2009 года, в районе проживает 96 600 человек, из которых 25 600 человек проживает в районном центре, а остальные 71 тысяча — в деревнях. В районе проживают курды (мусульмане, езиды), турки, лазы и азербайджанцы.